# De gedetineerde
De gedetineerde is een hoorspel van Wole Soyinka. The Detainee werd in september 1965 door de BBC en op 20 april 1968 onder de titel Der Häftling door de Westdeutscher Rundfunk uitgezonden. In Nederland werd het stuk opgevoerd in een vertaling van Frits Enk en in een vertaling van Jeroen Brouwers.

## Inhoud
Het stuk speelt zich af in een gevangenenkamp en schetst de geestkracht van de intellectueel die het opbrengt tegen de stompzinnigheid van zijn omgeving. De hoofdpersoon is om politieke redenen gevangengezet. Met zijn vroegere kameraad en strijdmakker had hij hervormingen op gang gebracht, maar zich van de toegepaste methodes gedistantieerd, terwijl zijn kameraad blind en doof achter het vaandel aan bleef lopen. De ontmoeting van beiden in de cel van de hoofdpersoon levert een uitermate boeiende dialoog op.

## Vertaling Frits Enk
Frits Enk vertaalde het en de NCRV zond het uit op vrijdag 21 februari 1969 (met een herhaling op vrijdag 22 augustus 1969). De regisseur was Wim Paauw. Dit hoorspel duurde 33 minuten.

### Rolbezetting
- Willy Brill (inleiding)
- Paul van der Lek (Konu)
- Huib Orizand (Zimolu)

## Vertaling Jeroen Brouwers
Jeroen Brouwers vertaalde het en de KRO zond het uit op vrijdag 7 januari 1983. De regisseur was Jean-Pierre Plooij. Dit hoorspel duurde 30 minuten.

### Rolbezetting
- Hans Karsenbarg (Konu)
- Hans Veerman (Zimolu)